# ابن العربي (شخصية خيالية)
ابن العربي (بالتركية: İbnü'l-Arabî)‏ ، يُطلق عليه أحيانًا عربي (بالتركية: Arabî)‏ ، هو شخصية في المسلسل التلفزيوني التركي قيامة أرطغرل حيث يصوره عثمان سويكوت . ابن عربي مقتبس من الصوفي التاريخي محيي الدين بن عربي ويعتبر الشخصية الأكثر تأثيرًا في المسلسل.

## شخصية
يظهر ابن العربي على أنه رجل عجوز حكيم يريح الجميع بكلماته الهادئة. إنه ليس حكيمًا فحسب، بل هو أيضًا صبور ولطيف مع الجميع. موقع تي أر تي 1 يتحدث عن شخصيته؛ "الصوفي الأندلسي ابن عربي حكيم يمتلك مظهرًا وحضورًا روحانيًا. إنه صديق حقيقي لله ويرشد السيد أرطغرل من خلال معرفته الدينية". 

## قصة

### الموسم 1
يظهر ابن العربي لأول مرة وهو يعالج غزالًا أصيب بالفعل على يد أرطغرل عندما كان يصطاد. ابن العربي يقيم في حلب مع دراويشه ويخرج أحيانًا أيضًا. في هذه الأثناء، يبحث الكاردينال توماس، من فرسان الهيكل ، عن صندوق يحتفظ به الشيخ الصوفي ويكلف كلوديوس بالعثور عليه. يعطي العربي الصندوق لأرطغرل وزوجته حليمة اللذين يخفيانه بينما يتنكر كلوديوس في زي درويش لقتل العربي والاستيلاء على الصندوق. توماس يتعارض مع إرادة الأستاذ عزام بيتروتشيو مانزيني الذي لا يريد مقتل عربي بعد. قام مانزيني أيضًا بسجن شقيقه وقتله لاحقًا عندما اعتنق الإسلام بسبب العربي. كاد كلوديوس أن يقتل ابن العربي، لكن تم إنقاذه عند وصول أرطغرل والمحاربين. يهرب كلوديوس لكنه اعتنق الإسلام لاحقًا وأصبح أحد دراويش ابن عربي. لاحقًا، يطلب العربي من كلوديوس، الذي يُدعى الآن عمر بعد إسلامه، أن يعمل كجاسوس لأرطغرل في قلعة فرسان الهيكل. أصبح عمر مؤثرًا في غزو أرطغرل ووالده سليمان شاه لقلعة فرسان الهيكل وقتل مانزيني، على الرغم من استشهاد عمر عندما تم الكشف عن تجسسه قبل الفتح. بعد إعادة توماس إلى البابا، تم تدمير القلعة ومات سليمان شاه، وانتقلت قبيلة كايي إلى أرضروم .

### الموسم 2-5 والمؤسس عثمان
ليس لعربي تأثير كبير على الموسمين الثاني والثالث، على الرغم من أنه يعالج المصابين في كهف جيكلي ويظهر بشكل بسيط من وقت لآخر. في الموسم الثاني، يطلب من أحد دراويشه، درويش إسحاق، تعليم قبيلة كايي عن الإسلام ومساعدة السيد أرتوك في مسؤولياته الطبية. كما طلب من أرطغرل أن يفتح الصندوق الذي قدمه له في الموسم الأول، حيث يكشف الصدر عن قميص يرتديه تحت حماية الله . عندما يقرر جزء من قبيلة "كايي" التوجه إلى الحدود الغربية بقيادة "أرطغرل"، يرسل "العربي" مجموعة من الدراويش لمرافقتهم. في الموسم الرابع، لا يظهر لفترة طويلة ولكنه يأتي لاحقًا لإنقاذ أرطغرل عندما كان السلطان غياث الدين على وشك قطع رأسه لقتله والده، وقد تم القتل بالفعل على يد سعد الدين كوبيك المخادع. يظهر عربي أيضًا في حلم السلطانة حليمة حيث يكشف لها أنها ستلد ابنًا اسمه عثمان ، الذي سيغزو أحفاده القسطنطينية (إسطنبول الآن). كان موجودا في القبيلة عندما ولد عثمان وقرأ الأذان في أذن عثمان ويسميه. بعد وفاة "حليمة سلطان" أثناء الولادة، يواسي "عربي" "أرطغرل"، ويشجعه على السير على خطى النبي محمد بعد وفاة زوجته . العربي يموت خارج الشاشة بين الموسمين الرابع والخامس. بعد مطاردة صندوق في الموسم الخامس، يعطي أرطغرل الصندوق لصدر الدين كونوي، أحد دراويش ابن عربي. يمكن سماع صوته في نهاية الموسم الخامس وقد ذكره أرطغرل في السلسلة التكميلية المؤسس عثمان .

## استقبال
لاقت شخصية ابن العربي استحسانًا في باكستان . عرض عثمان سويكوت الذي يصور هذا الدور العمل مع الممثل الباكستاني فيروز خان الذي وافق أيضًا.   لقد دارت بينهما محادثة بعد أن قام فيروز خان بتغريد اقتباس لعربي.  في عام 2020، قام عثمان سويكوت، وهو ممثل أمريكي تركي، بزيارة المعجبين الشباب في الولايات المتحدة الذين التحقوا بمدرسة الهلال البرتقالي، وكتب "حدث في مدرسة الهلال البرتقالي في كاليفورنيا. الكثير من الحب للمسلسل في الولايات المتحدة الأمريكية" على حسابه على إنستغرام.  كما أشاد الممثل الرئيس الوزراء الباكستاني عمران خان لترويجه للمسلسل وتعليم ابن العربي.  

## أنظر أيضا
- قائمة شخصيات قيامة أرطغرل
- قائمة شخصيات المؤسس عثمان